# Palau reial de Fes

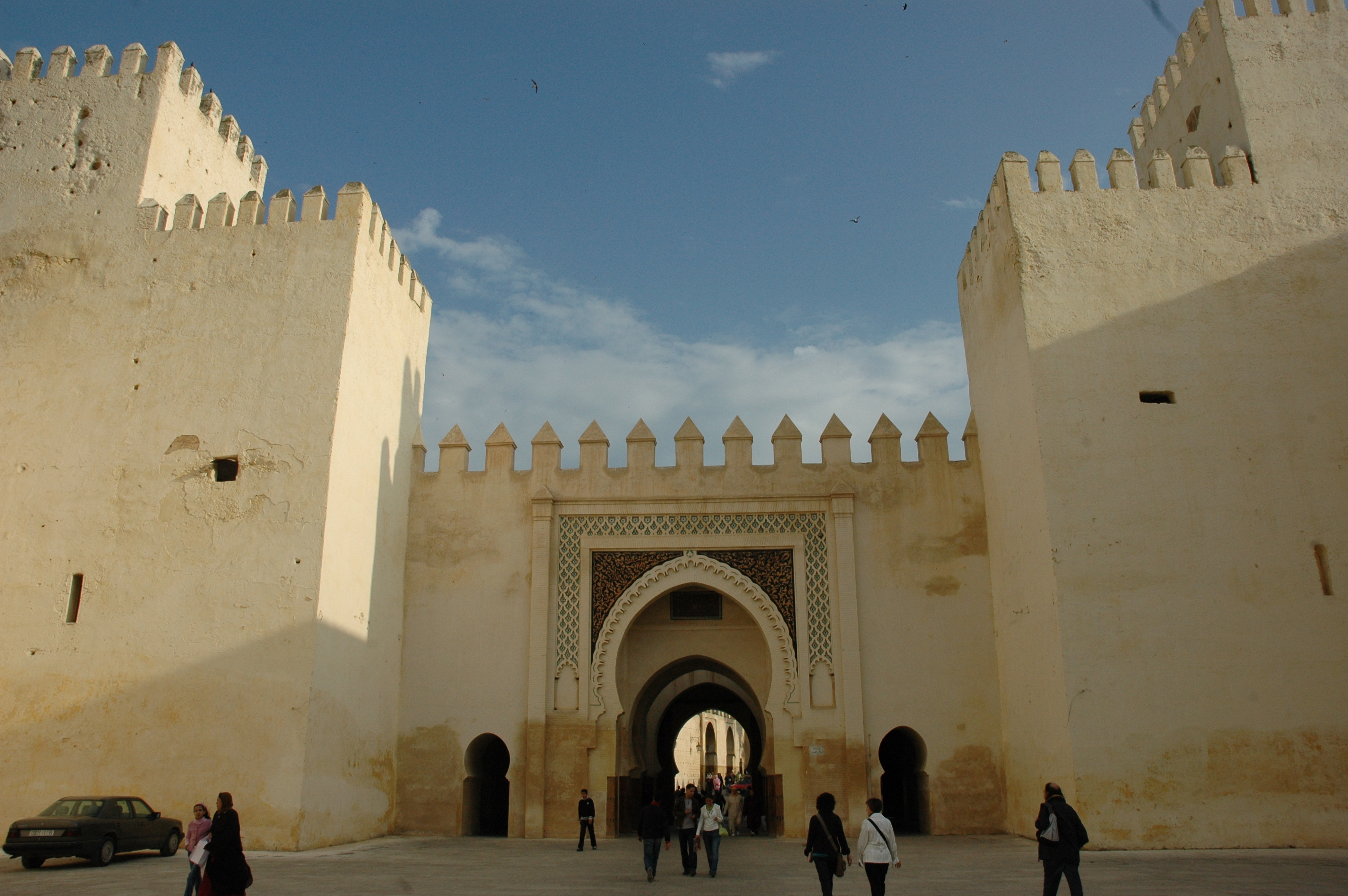
La porta Bab el Seba dins del complex

El palau reial de Fes o Dar el-Makhzen és un complex palatí del centre de Fes el Jedid, a Fes (Marroc) que, envoltat d'altes muralles, ocupa més de 80 hectàrees.
Fou la residència principal del soldà, on hi vivia amb la seva guàrdia i el seu seguici de servents. El rei el fa servir en l'actualitat quan es desplaça a Fes, cosa que fa sovint, ja que la seva esposa n'és originària.
L'entrada principal al complex, a l'enorme plaça dels alauites, és imponent. La seva majestuosa porta àrab, permanentment tancada, està profusament ornamentada. Les portes de bronze esculpit incorporen elegants baldes també de bronze.
Les muralles tanquen un conjunt d'edificis dispars: palaus amb patis centrals o patis oberts i edificis oficials, entre els quals destaca el Dar el-Bahia, perquè s'hi celebren cimeres de països àrabs, edificis administratius i militars, i jardins, incloent-hi el jardí emmurallat de Lalla Mina.
El complex allotja també una mesquita i una madrassa, construïdes el 1320 pel príncep benimerí Abu Saïd Othman. També hi ha un zoològic.

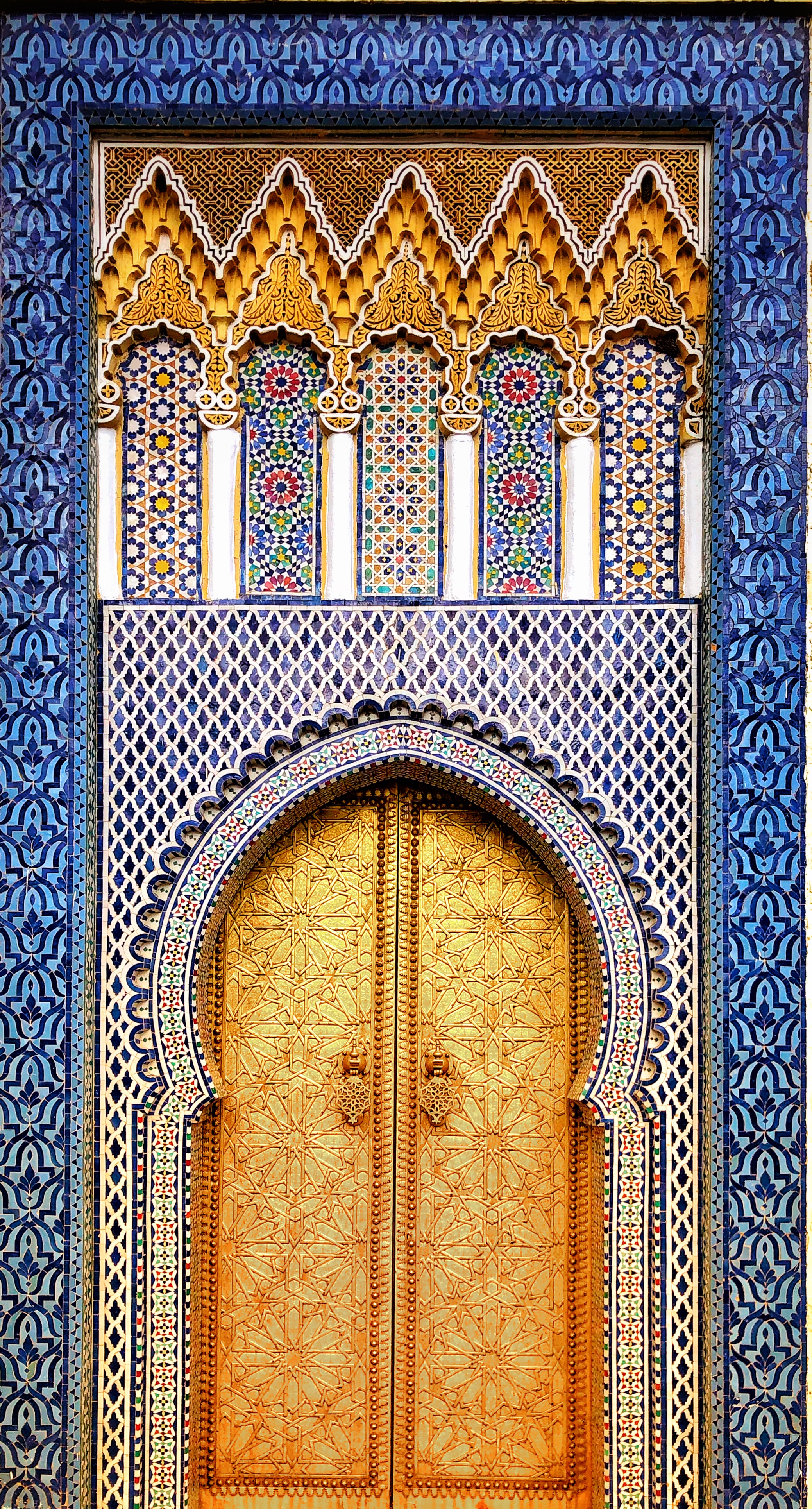
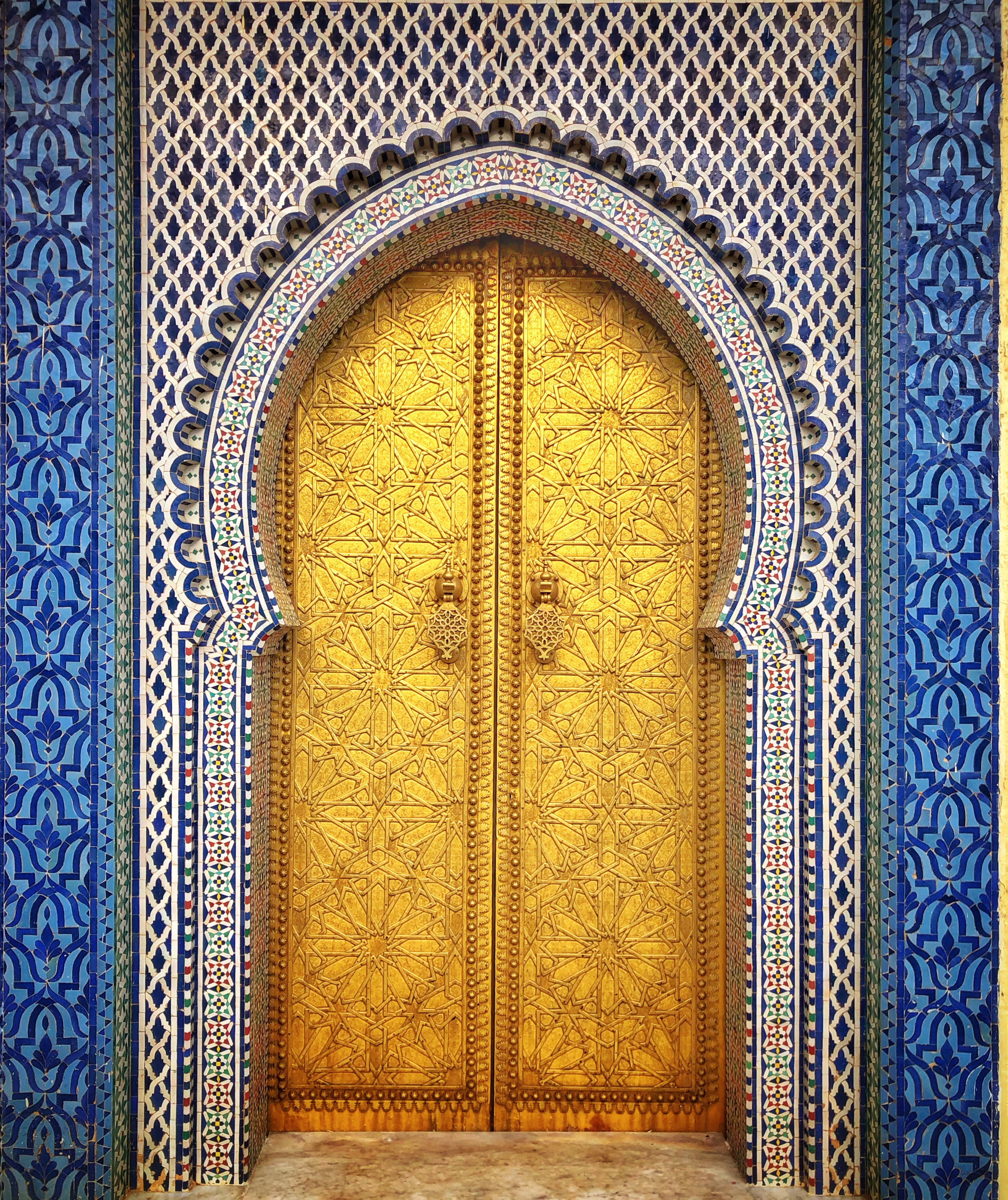
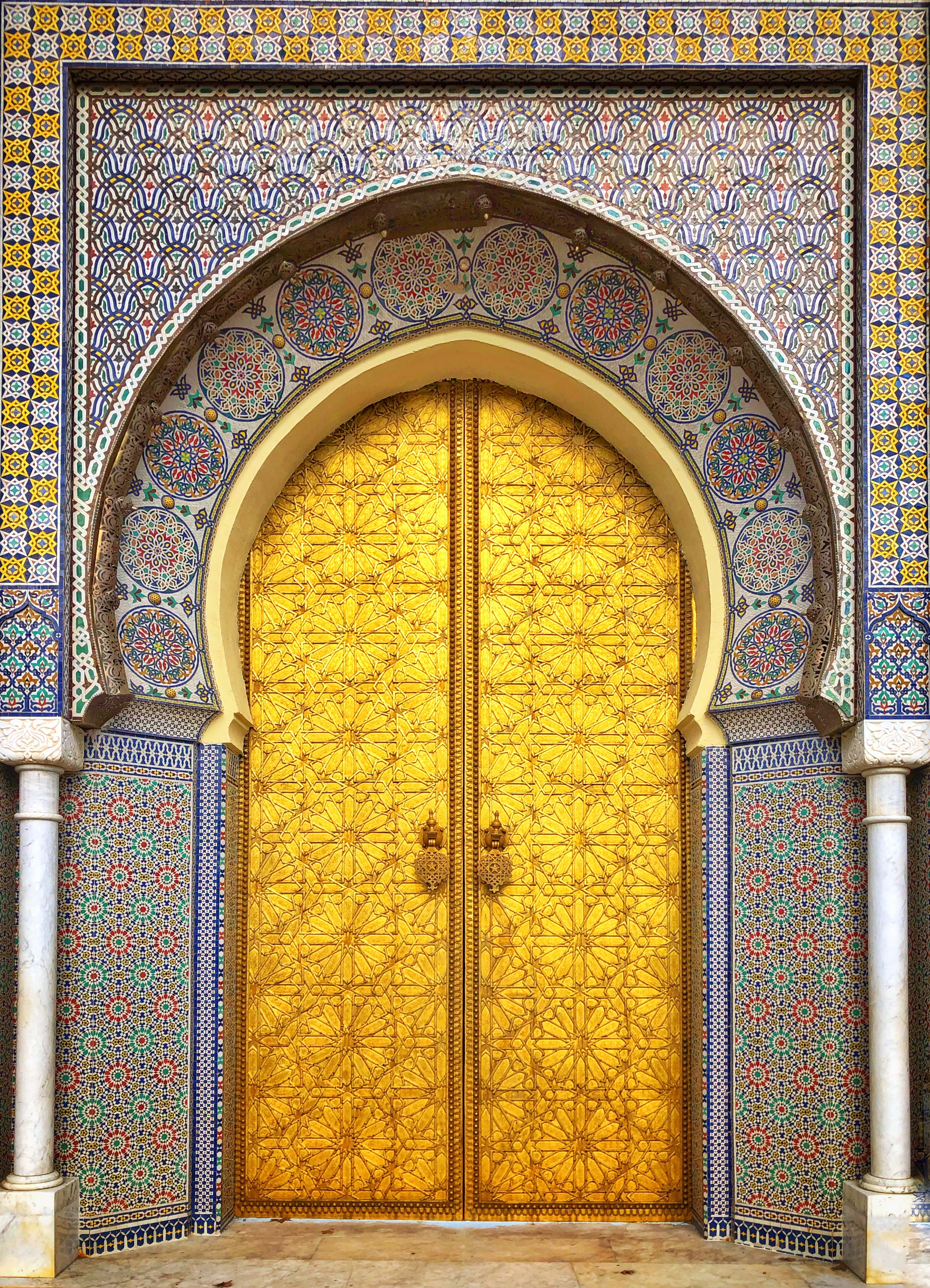
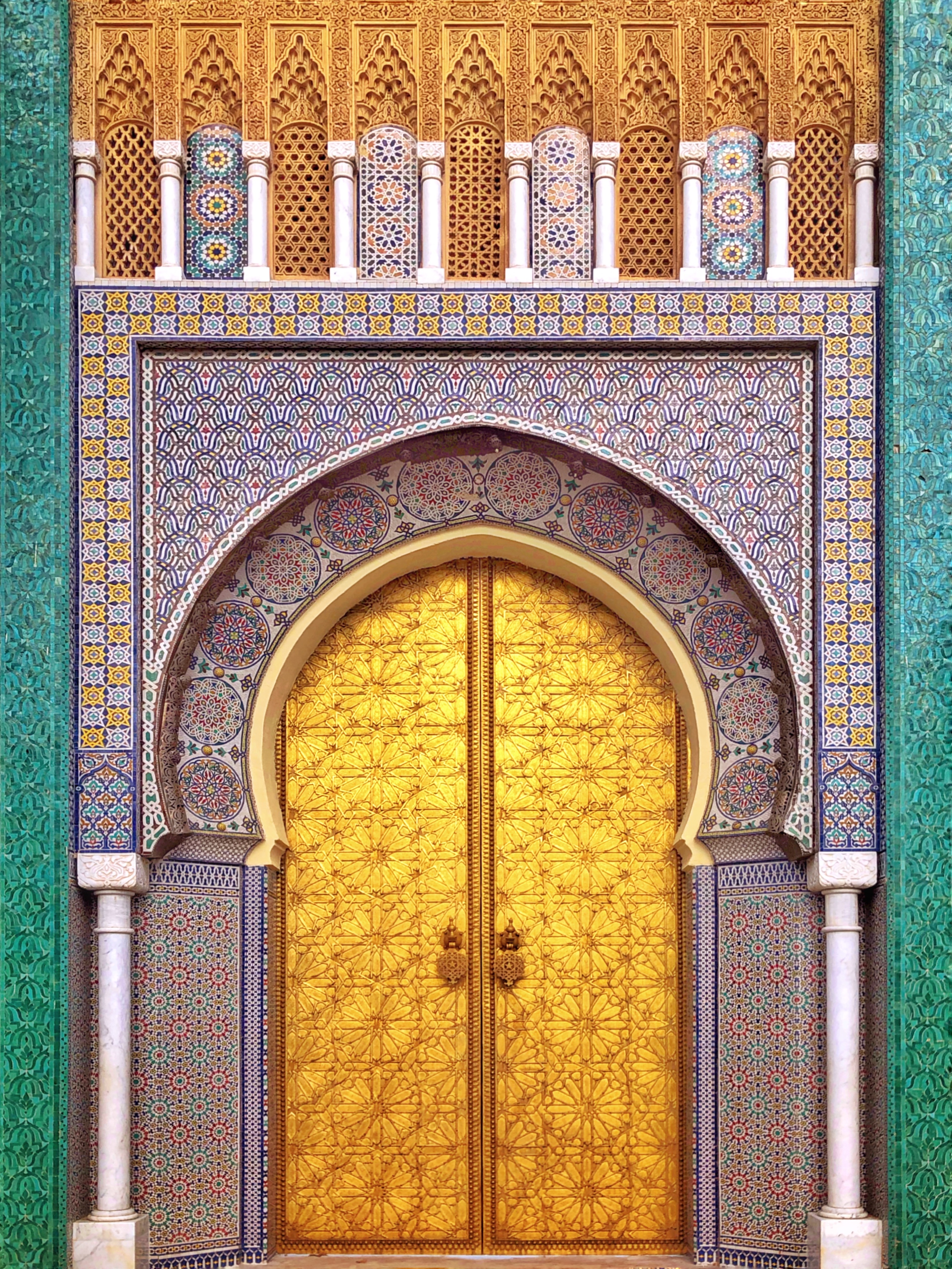
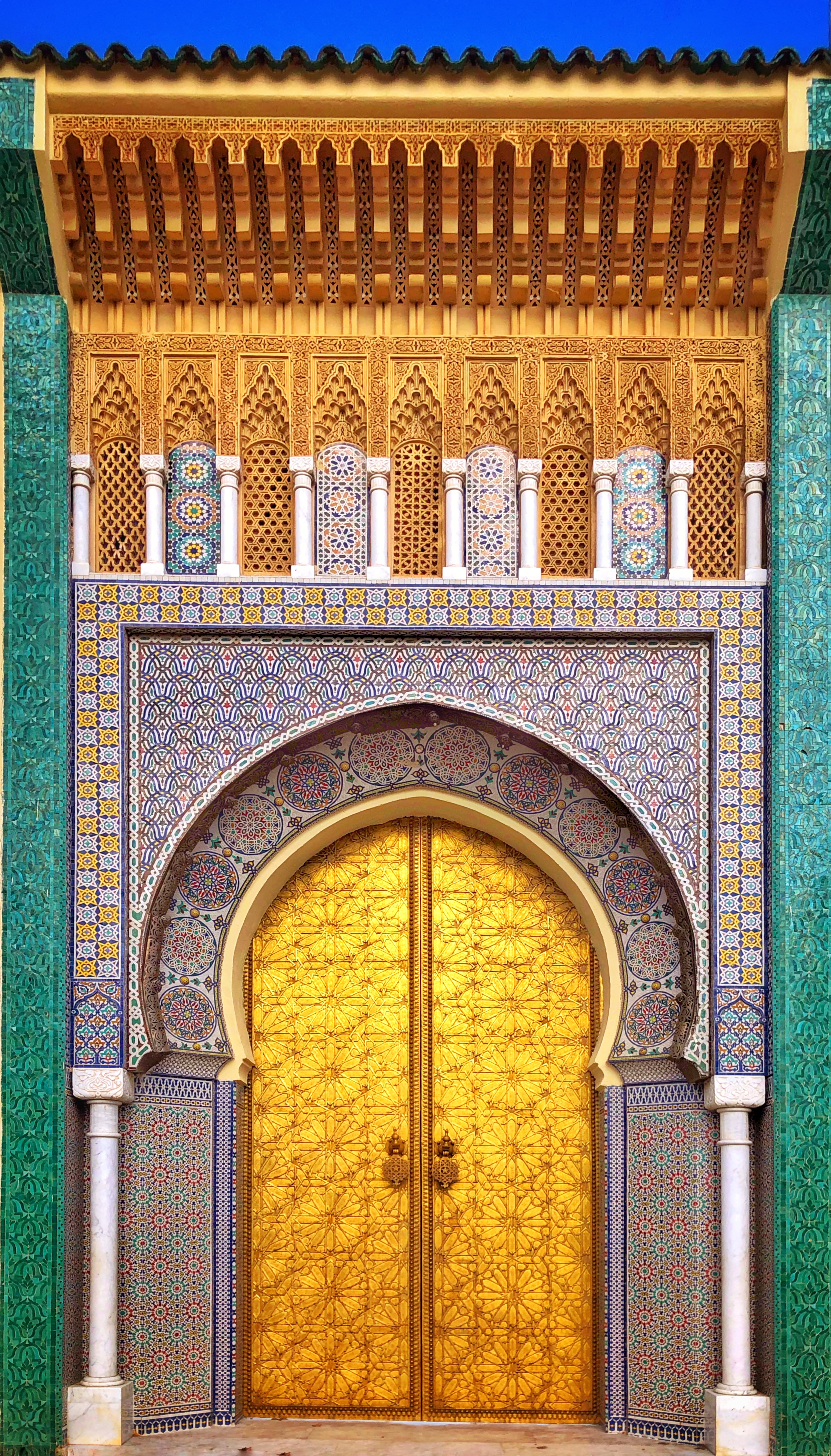